# Claude Marcault
Claude Marcault (née Claude Jeanne Charpentier) est une actrice française née dans le 13e arrondissement de Paris le 3 avril 1940 et morte le 6 février 2011 à Nîmes dans le Gard en France, où elle s'était retirée au début des années 1990. Elle joua surtout au théâtre et à la télévision.

## Biographie
Elle a été l'élève d'Alick Roussel, puis du Conservatoire national supérieur d'art dramatique (Promo 1964).
Opérée d'un cancer début 1982, une chimiothérapie sévère et longue met un terme définitif à une carrière qu'elle n'avait pas recherchée. Femme discrète et effacée, elle fuyait les mondanités inhérentes à ce métier.
Après une carrière à la télévision (Les Jeunes Années puis Illusions perdues) et au cinéma (L'Astragale), elle fut par la suite l'une des actrices fétiches de Michel Deville : Le Mouton enragé, Le Dossier 51.
Elle avait épousé Guy Casaril dont elle avait eu une fille, Laurence, qui vit en Australie ; puis fut mariée à André Pergament qu'elle avait rencontré sur le plateau de Enigma.
Passionnée de théâtre, elle avait fondé son cours d'art dramatique.

## Filmographie

### Cinéma
- 1969 : L'Astragale de Guy Casaril
- 1974 : Le Mouton enragé de Michel Deville
- 1974 : Glissements progressifs du plaisir d'Alain Robbe-Grillet
- 1976 : L'Apprenti salaud de Michel Deville
- 1976 : Baby Love (Et si tu n'en veux pas...) de Jacques Besnard
- 1977 : Une fille cousue de fil blanc de Michel Lang
- 1978 : Le Dossier 51 de Michel Deville
- 1978 : L'Argent des autres de Christian de Chalonge
- 1980 : Mais qu'est-ce que j'ai fait au bon Dieu pour avoir une femme qui boit dans les cafés avec les hommes ?
- 1982 : Mille milliards de dollars de Henri Verneuil
- 1983 : Zig Zag Story de Patrick Schulmann

### Télévision
- 1965 : Les Jeunes Années de Joseph Drimal : Murielle Bartoli
- 1966 : Illusions perdues de Maurice Cazeneuve : Ève Chardon
- 1967 : La Princesse du rail de Henri Spade : Marie, la promise d'Antoine
- 1974 : Un curé de choc (26 épisodes de 13 minutes) de Philippe Arnal
- 1975 : Au théâtre ce soir : Le Sourire de la Joconde d'Aldous Huxley, mise en scène Raymond Gérôme, réalisation Pierre Sabbagh, Théâtre Édouard VII
- 1975 : Pilotes de courses, série télévisée de Robert Guez : Marie-Lou Bellevue
- 1977 : Les Enquêtes du commissaire Maigret, épisode : Maigret et Monsieur Charles de Jean-Paul Sassy
- 1977 : Les Cinq Dernières Minutes : Nadine de Philippe Joulia : Claudia
- 1977 : Allez la rafale ! de Yannick Andréi : Fanchon Navarre-Bonnegarde
- 1978 : Les Brigades du Tigre de Victor Vicas, épisode : Le village maudit : Blanche Thévenin
- 1978 : Les Hommes de Rose, feuilleton télévisé de Maurice Cloche : Mme Maréchal
- 1978 : Gaston Phébus, feuilleton télévisé de Bernard Borderie
- 1980 : Les Amours des années folles, feuilleton télévisé, histoire Un mort tout neuf : "Paula"
- 1981 : Les Amours des années grises, feuilleton télévisé, épisode Joli-cœur : "Josée"
- 1981 : Julien Fontanes, magistrat de Jean Pignol, épisode Un si joli petit nuage
- Château espérance : Laurence
- Opération trafic : T.I.R. : "Irène Gauguin"

## Théâtre
- 1962 : Mic-mac de Jean Meyer, mise en scène de l'auteur, Théâtre du Palais-Royal, Théâtre Daunou
- 1966 : Becket ou l'Honneur de Dieu de Jean Anouilh, mise en scène de l'auteur et Roland Piétri, Théâtre Montparnasse
- 1966 : L'Ordalie ou la Petite Catherine de Heilbronn d'Heinrich von Kleist, mise en scène Jean Anouilh et Roland Piétri, Théâtre Montparnasse
- 1975 : Le sourire de la Joconde : Emission Au théâtre ce soir : "Catherine"